# Магнитно-резонансна томография
Магнитнорезонансната томография (наричана съкратено и само ядрено-магнитен резонанс) е техника на образна диагностика в здравеопазването, основана на физичното явление ядрен магнитен резонанс (ЯМР). Дава възможност за получаване на силно контрастни изображения на различните меки тъкани, които съставляват човешкото тяло. ЯМР се наблюдава при мощно магнитно поле, което въздейства на водородните атоми, участващи в състава на водата в човешкото тяло, която е приблизително 70%.
Приложението на метода е много широко в медицината, особено в неврохирургията, травматологията, кардиологията и онкологията.
Ядрено-магнитната томография е относително нова технология, изпробвана върху човешко тяло през 1977 г., докато например рентгенът е използван за първи път през 1895 г.

## Устройство
Апаратът за ЯМР най-общо представлява голяма цилиндрична тръба, в която са разположени цилиндрично оформен мощен магнит, втори радиочестотен магнит и скенер, записващ получената информация. В тръбата е поставена и работна маса, върху която пациентът ляга и плавно се плъзва навътре. Компютърната станция, която обработва получените изображения, се намира в отделна стая.
ЯМР не работи с високоенергийно електромагнитно излъчване, а с изкуствено генерирани магнитни полета. Всички тъкани на човешкото тяло съдържат различен процент вода, чиито молекули включват два положително заредени водородни атома (по същество протони). Когато човек влезе в мощното магнитно поле, протоните се подреждат по посока на магнитното поле.
Задейства се второ радиочестотно електромагнитно поле, което кара протоните да погълнат допълнителна енергия. След като бъде изключено второто поле, протоните освобождават тази енергия под формата на радиочестотно излъчване, което се регистрира от скенера. Позицията на протоните може да бъде контролирана чрез добавянето на допълнително електромагнитно поле. Тези допълнителни полета се получават от въртящи се бобини. Това позволява да се изгражда поредица от изображения както на цялото тяло, така и на отделни негови части.

## Метод на работа с ядрено-магнитен резонанс
Работа с контрастни вещества при магнитно-ядрената образна диагностика.
Много често при работа с ЯМР се използват т.нар. контрастни вещества. Те се основават преди всичко на химичния елемент гадолиний (Gd), който се инжектира директно в кръвоносната система, давайки възможност за по-точна контрастна картина от ЯМР.

## Влиянието на ядрено-магнитния резонанс върху тялото
Мощното магнитно поле, което генерира обаче налага някои ограничения при работа. Не се допускат метални предмети в контакт или в близост до скенера. Бижута, обеци, гривни и пиърсинги трябва да бъдат премахнати предварително. Импланти като игли, пирони, скоби не създават опасност, но трябва да се уведоми техникът, боравещ с ЯМР и да се прецени според конкретния случай. При хора с бъбречни заболявания е задължителна консултация с лекар поради възможността от използването на контрастно вещество.